# 直布羅陀弧

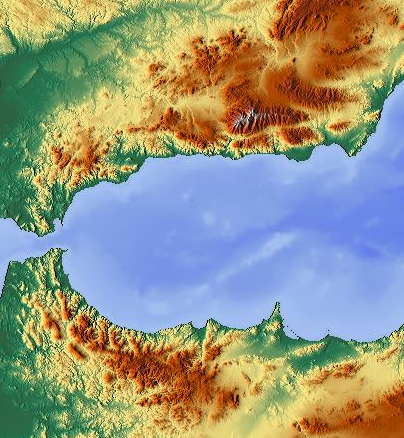
直布羅陀弧

直布羅陀弧（Gibraltar Arc），是環繞阿爾沃蘭海的地區，處於伊比利亞半島和非洲之間，包含西班牙南部貝蒂科山脈和摩洛哥北部里夫山脈，最高點是海拔高度3,482米的穆拉森山，山脈在6500萬年前左右形成。